# Walcott (Norfolk)
Walcott is een civil parish in het bestuurlijke gebied North Norfolk, in het Engelse graafschap Norfolk.